# الكسندر غادولين
الكسندر غادولين (بالفنلندية: Alexander Gadolin)‏ هو سياسي فنلندي، ولد في 8 يوليو 1868، وتوفي في 2 يونيو 1939. حزبياً، نشط في حزب الشعب السويدي. وقد انتخب عضو برلمان فنلندا ‏.